# Regional Rugby Championship
La Regional Rugby Championship  è una competizione ufficiale di rugby a 15, abbreviato in RRC, le squadra partecipanti provengono da Croazia, Bosnia-Erzegovina, Slovenia, Serbia, Montenegro e Ungheria.

## Albo d'oro
| Stagione | Vincitore              | 2º posto               |
| -------- | ---------------------- | ---------------------- |
| 2007-08  | Nada                   | Rad                    |
| 2008-09  | Nada                   | Rad                    |
| 2009-10  | Nada                   | Esztergomi Vitezek RSE |
| 2010-11  | Nada                   | Rad                    |
| 2011-12  | Nada                   | Battai Bulldogok RC    |
| 2012-13  | Nada                   | Zagabria               |
| 2013-14  | Nada                   | Rad                    |
| 2014-15  | Čelik                  | Nada                   |
| 2015-16  | Lubiana                | Sinj                   |
| 2016-17  | Nada                   | Sinj                   |
| 2017-18  | Nada                   | Sinj                   |
| 2018-19  | Zagrebački Ragbi Savez | Sinj                   |
| 2021-22  | Nada                   | Zagrebački Ragbi Savez |

## Vittorie per squadra
| Squadra                | Titoli | Anni                                                                                     |
| ---------------------- | ------ | ---------------------------------------------------------------------------------------- |
| Nada                   | 10     | 2007-08, 2008-09, 2009-10, 2010-11, 2011-12, 2012-13, 2013-14, 2016-17, 2017-18, 2021-22 |
| Čelik                  | 1      | 2014-15                                                                                  |
| Lubiana                | 1      | 2015-16                                                                                  |
| Zagrebački Ragbi Savez | 1      | 2018-19                                                                                  |